# Joshua Slocum
Joshua Slocum (Mount Hanly, Nueva Escocia, 20 de febrero de 1844; desaparecido en el mar, no sabiéndose más de él desde el 14 de noviembre de 1909) fue un marino y escritor canadiense, famoso por ser el primero que circunnavegó la Tierra en solitario, en un largo viaje a bordo de un velero de poco más de 11 metros de largo.

## Biografía

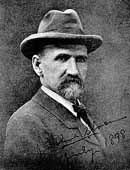
Joshua Slocum, 1898.

Fue hijo de Sarah Jane Souther y de John Slocum. Su padre tenía una modesta fábrica de botas para marineros, donde Joshua trabajó de niño. Sus antepasados se habían establecido en Canadá provenientes de Massachusetts por ser leales a la Corona británica.
Después de una corta escolarización y trabajando en la empresa paterna, el joven Joshua de catorce años se marchó de casa enrolado como cocinero en un barco de pesca de la bahía de Fundy, pero tras una breve aventura, regresó a casa. A los dieciséis, poco después de fallecer su madre, se marchó definitivamente, como marinero en un barco que le llevó a las islas británicas, navegando un tiempo a través del Atlántico Norte. Poco después navegaba el Pacífico, donde pasó gran parte de los siguientes años en los que fue ascendiendo en la escala profesional, llegando a mandar un barco hacia 1869, año en el que también se nacionalizó ciudadano de los Estados Unidos.
En 1871, en el curso de sus navegaciones, recaló en Sídney, Australia, donde conoció a Virginia Albertina Walker, ciudadana norteamericana, con la que se casó al poco tiempo, y con quien tuvo siete hijos. La vida familiar se desarrolló entre barcos y puertos. En 1874 construyó un vapor por encargo y como parte del pago se le dio un pequeño velero mercante, el primero de su propiedad.
En 1882 adquirió participación en la propiedad de un gran velero, el Northern Light, del que se le dio el mando. Según Joshua Slocum fue el mejor velero americano de su época. Pero en 1884 este barco necesitaba grandes reparaciones y eso ya no era rentable, razón por la que se vendió. La navegación a vela perdía terreno frente a los barcos de vapor, pero Joshua Slocum prosiguió su carrera en barcos de vela y su vida familiar errante. Su esposa murió en Buenos Aires. Se volvió a casar poco después, con su prima carnal, Henrietta Miller.
En 1887 naufragó su barco, sin seguro, en la costa brasileña. Con lo poco que pudo salvar, Slocum construyó un pequeño velero, de unos 11 metros de eslora, al que llamó Liberdade (libertad en portugués), con el que llevó a su familia a los Estados Unidos, unas 5000 millas de navegación. A Joshua Slocum, a pesar de su cortísima escolarización, le tentaba la literatura y escribió el relato de esta aventura Voyage of the Liberdade a sus expensas, pero con escaso éxito.
Ya no se le ofreció otro mando, y tomó un empleo en un astillero de Boston, mientras que su esposa se colocó como costurera.
En 1892 un amigo le regaló una balandra, no sin advertirle que precisaba grandes reparaciones. Joshua Slocum se encontró con un viejo sloop de pesca, pudriéndose en un prado. Era el Spray, 11,28 metros de eslora. Reconstruyó personalmente el velero e hizo un corto intento de dedicarse a la pesca, fracasando.
Volvió a publicar, en 1893, un libro a sus propias expensas, Voyage of the Destroyer from New York to Brazil, relato de otra de sus aventuras, pero tampoco tuvo éxito.

### El viaje alrededor del mundo

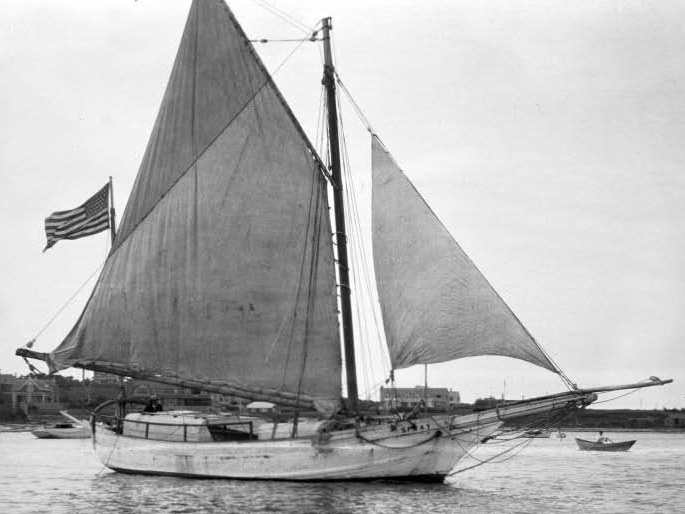
El Spray.

En 1895 decide navegar alrededor del mundo, en solitario. Un largo viaje sin recursos económicos ni el equipamiento que la tecnología de la época permitía.
En lugar de un cronómetro marino llevó un reloj de chapa, de una sola manecilla, “mi famoso reloj de hojalata, el único que llevé en todo el viaje. Su precio era de un dólar y medio, pero por la cara que puse el vendedor me lo dio por un dólar”.
Primero se dirigió hacia el este, con intención de cruzar el Mediterráneo hasta el canal de Suez, pero en Gibraltar entabló amistad con marinos ingleses que le disuadieron por los peligros de la piratería. Entonces volvió hacia el oeste, hacia la costa de Suramérica, donde visitó la tumba de su primera esposa, y también en Buenos Aires procedió a uno de los ajustes importantes en el Spray, acortando el mástil siete pies (2,13 metros) y el bauprés unos cinco pies (1,5 metros).
Siguió hacia el estrecho de Magallanes. Esta navegación fue muy dificultosa, incluso después de haber atravesado el estrecho una tempestad le lanzó a un canal de aguas someras. En sus propias palabras “la mayor aventura de (mi) vida en el mar”. Allí hizo la otra modificación importante, añadiendo un mástil en la popa, aparejando como yola a su pequeño barco. Pero en sus propias palabras, siguió llamándolo sloop, pues este mástil no era definitivo.
Ávido lector, navegando hacia el oeste no dejó de visitar las islas de su mundo literario, Más-a-tierra la isla de Robinson Crusoe, y Upolu la isla en Samoa donde vivía la viuda de Robert Louis Stevenson.
En las escalas procuraba ganar dinero dando conferencias o paseos en su barco. Aceptaba la hospitalidad que se le ofrecía, y aprovechaba para hacerse famoso con entrevistas en los periódicos locales. Al llegar a Sudáfrica ya lo era y conoció a Henry Morton Stanley, el famoso explorador. Cuenta que le preguntó Stanley si su barco tenía compartimentos estancos, a lo que contestó “todo él es estanco y todo él es compartimento”. También se reunió con el presidente Krüger y otros bóeres destacados. Según nos dice, estaban convencidos, Biblia en mano, de que la Tierra no era redonda.
Finalmente, después de un viaje de 46 000 millas, en 1898 volvió a los Estados Unidos. En un principio su viaje no tuvo mucha repercusión, quizás por coincidir con la guerra hispano-estadounidense. Pero a lo largo de 1899 y 1900 fue publicando, en una revista mensual en Estados Unidos y en Inglaterra, el relato de su aventura y entonces se hizo popular, y con la publicación del libro, Sailing Alone Around the World (Navegando en solitario alrededor del mundo; Nueva York, 1900) culminó su éxito.

### Últimos años y desaparición

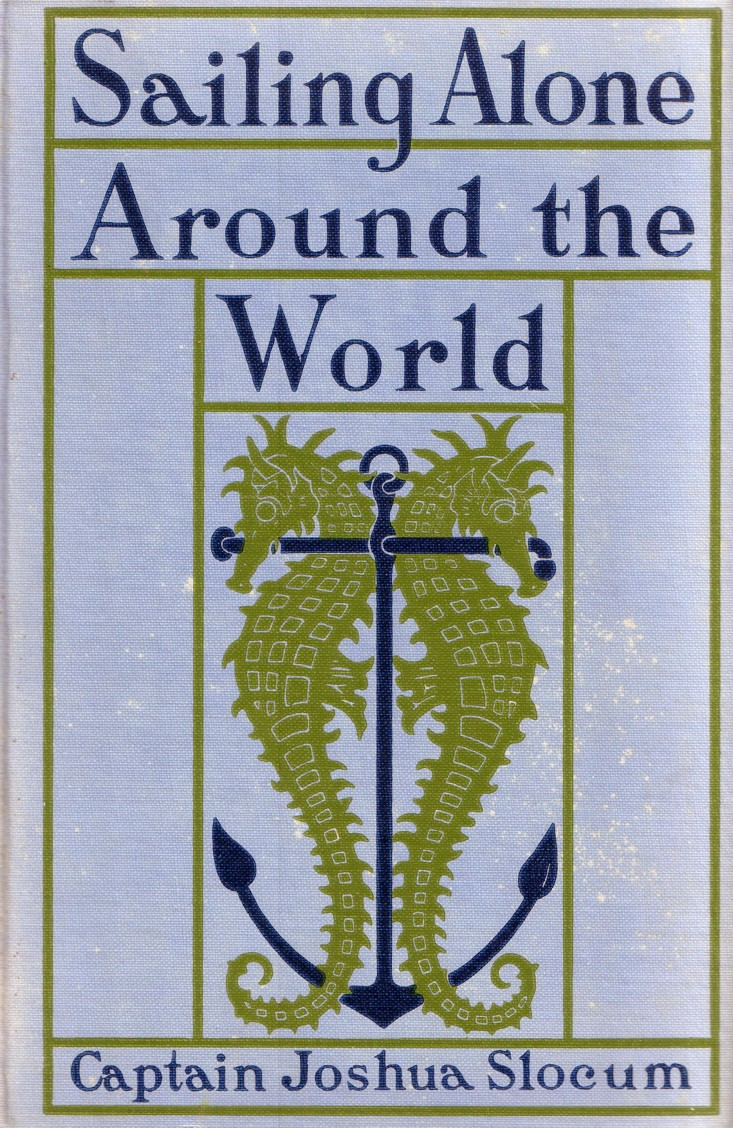
Su libro más famoso, portada original de 1900.

Su situación económica cambió a mejor con los ingresos obtenidos por los libros y conferencias, y le permitió adquirir una granja en la, entonces modesta, isla de Martha's Vineyard. Pero no se quedó allí, siguió navegando en solitario, pasando los inviernos en el Caribe. En 1906 fue acusado de violación de una menor de doce años que había hecho una visita pública al Spray; no se llegó a juicio pues aceptó culpabilidad por un delito menos grave, "exposición indecente", ya que resultó que la niña no había sido agredida, pero que Slocum pudo exhibirse ante ella, aunque él dijo que no recordaba el incidente, pasó un mes en la cárcel.
El 14 de noviembre de 1909 salió de Massachusetts rumbo al sur como era su costumbre, pero nunca se volvió a saber de él, aunque durante años circularon diversos rumores sin confirmación. Su esposa hizo la petición de declaración de ausencia en 1912, y en 1924 fue declarado legalmente fallecido, desde el día de su partida.

## Obras publicadas
- Voyage of the Liberdade (El viaje del Liberdade), publicado en 1890.

- Voyage of the Destroyer from New York to Brazil (El viaje del Destroyer desde Nueva York a Brasil), publicado en 1893.

- Sailing Alone Around the World (Navegando en solitario alrededor del mundo), publicado (como libro) en 1900.

## Eponimia
- El asteroide (246913) Slocum lleva este nombre en su memoria.[11]
- El escritor, marino y activista francés Bernard Moitessier nombró su embarcación, con la que realizó su legendaria travesía en solitario alrededor del mundo, "Joshua" en honor a Slocum.[12]